# You Can Win If You Want
«You Can Win If You Want»  (с англ. — «Ты сможешь победить, если захочешь») — вторая песня немецкой диско-группы Modern Talking, выпущенная в марте 1985 года, с их дебютного альбома The First Album. Темой для песни стала тема победы, которая вместе с романтикой была одной из двух основных тем в песнях Modern Talking. Стала вторым топ-1 хитом группы в немецких чартах.
После трёх недель нахождения в топ-5, песня достигла вершин хит-парадов, в конечном итоге сингл достиг продаж более чем 250 000 единиц в одной только Германии и поэтому стал золотым. Также сингл достиг восьмого места в хит-параде во Франции и продан золотым тиражом (500 000 единиц).

## Форматы сингла
7" сингл
1. «You Can Win If You Want» (Special Single Remix) — 3:44
2. «One in a Million» — 3:42

12" макси
1. «You Can Win If You Want» (Special Dance Version) — 5:19
2. «You Can Win If You Want» (Instrumental) — 3:43
3. «One in a Million» — 3:42

## Чарты
| Чарты (1985)                                            | Позиция в чарте |
| ------------------------------------------------------- | --------------- |
| Австрия (Ö3 Austria Top 40)                             | 1               |
| Бельгия (VRT Top 30 Flanders)                           | 2               |
| Франция (SNEP)                                          | 8               |
| ФРГ (GfK)                                               | 1               |
| Италия (Musica e Dischi)                                | 39              |
| Нидерланды (Dutch Top 40)                               | 6               |
| Испания (AFYVE)                                         | 2               |
| Швейцария (Schweizer Hitparade)                         | 2               |
| Великобритания UK Singles (The Official Charts Company) | 70              |